# Nachhaltigkeitsstandard
|                                                         | Dieser Artikel wurde im Portal Wirtschaftsingenieurwesen zur Verbesserung eingetragen. Hilf mit, ihn zu bearbeiten, und beteilige dich an der Diskussion! |
| Vorlage:Portalhinweis/Wartung/Wirtschaftsingenieurwesen | |

Der Überbegriff Nachhaltigkeitsstandard (auch Freiwilliger Nachhaltigkeitsstandard / Voluntary Sustainability Standard, kurz VSS) wird von verschiedenen Akteuren je nach Kontext für verschiedene Ansätze, Produkte und Instrumente sehr unterschiedlich verwendet. Sowohl im Englischen als auch im Deutschen gibt es keine allgemeingültigen Definitionen der betreffenden Begriffe. Grundsätzlich zielen Nachhaltigkeitsstandards darauf ab, die negativen Auswirkungen globalen Wirtschaftens auf Menschen und Umwelt zu reduzieren, also positiv zur Wahrung der Menschenrechte und zum Umweltschutz beizutragen.
Freiwillige Nachhaltigkeitsstandards (VSS), können verschiedene Funktionen für unterschiedliche Akteure und Zielgruppen in globalen Wertschöpfungsketten einnehmen. Für Händler können VSS ein Instrument des Risikomanagements in weitverzweigten Wertschöpfungsketten darstellen oder zum Verkauf und Marketing nachhaltiger Produkte dienen und die Außendarstellung beeinflussen. Für Produzenten können VSS Zugang zu (neuen) Märkten sowie Preisprämien ermöglichen und Vertrauen bei potenziellen Abnehmern generieren. Verbraucher werden durch erhöhte Transparenz mittels VSS bewusste Kaufentscheidungen ermöglicht. Die Nachfrage der Verbraucher nach erkennbar sozialverträglichen und umweltfreundlichen Produkten fördert die Ausweitung von VSS. Für staatliche Akteure sind VSS ein wichtiges Governance-Instrument, um Nachhaltigkeit in globalen Lieferketten zu fördern, insbesondere wenn nationale Gesetzgebungen und verbindliche Marktregeln für Nachhaltigkeit nicht greifen (z. B. als Instrument zur Ko-regulierung oder als Gegenstand der Entwicklungszusammenarbeit).

## Einordnung von Nachhaltigkeitsstandards
Wie der wachsende Handel mit fair gehandelten Produkten belegt, wird für internationale Lieferketten in zunehmendem Maße die Einhaltung von Umwelt- und Sozialstandards relevant. Neben Nachhaltigkeitsstandards(systemen), die durch Normungsinstitute oder andere standardsetzende Organisationen vorgegeben sind, sind in den letzten Jahren weitere Nachhaltigkeitsstandards relevant geworden. Das Spektrum reicht heute von Eigenerklärungen von Unternehmen (z. B. Global Compact oder DIN ISO 26000 „Leitfaden zur gesellschaftlichen Verantwortung von Organisationen“) bis hin zu Zertifizierungsprogrammen, die eine Überprüfung durch einen unabhängigen Dritten beinhalten (z. B. Bio, Fairtrade, FSC, MSC).
Die folgende Tabelle zeigt die unterschiedlichen Dimensionen von Nachhaltigkeitsstandards auf und daraus resultierend die Notwendigkeit für eine Sensibilisierung unterschiedlicher Lesarten und Anwendungen.
| Ursprung Verbindlichkeit | Staatlich | Privat |
| ------------------------ | --- | --- |
| Verpflichtend            | Regulierungen, z. B. - Emissionsstandards (z. B. Euro 6, US Clean Air Act) - EU Conflict Minerals Regulation - Nachhaltigkeitsstandards im Lizenzierungsprozess (Bsp. Brasilien) - Ggf. Nachhaltigkeitsstandards in Handelsabkommen - EU Taxonomy on Sustainable Finance | Rechtlich vorgeschriebene private Standards/Normen, z. B. - Verweis auf ISO 9000 Norm in EU-Direktive zu CE-Kennzeichnung - Verweis auf ausgewählte private Standardsysteme/VSS in EU-RED Richtlinie                          |
| Freiwillig               | Öffentliche freiwillige Standards, z. B. - ILO MNE Declaration, ILO Kernarbeitsnormen - OECD Guidelines for Multinational Enterprises - UN Guiding Principles on Business and Human Rights                                                                               | Private freiwillige Standards, z. B. - freiwillige Nachhaltigkeits-Standardsysteme (VSS), wie Fairtrade, GOTS etc. - Branchen- oder firmeneigene Code of Conducts, CSR-Policies - Principles for Responsible Investment (PRI) |

Die Tabelle verdeutlicht, dass der Begriff Nachhaltigkeitsstandard im weitesten Sinne z. B. für nationale und internationale Leitlinien, Konventionen, Nachhaltigkeitsaspekte in Handelsabkommen oder anderen Regulierungen verwendet wird. Der Begriff meint in diesem Kontext generell die grundsätzliche Einhaltung bzw. Einführung von gewissen Umwelt- und/oder Sozialstandards bzw. Anforderungen. Im Kontrast dazu werden unter dem Begriff Nachhaltigkeitsstandard im engeren Sinne aber auch sehr konkrete Zertifizierungssysteme/Siegel verstanden.

## Freiwillige Nachhaltigkeitsstandardsysteme
In Abgrenzung zum weiter gefassten Begriff Nachhaltigkeitsstandards steht hinter einem freiwilligen Nachhaltigkeitsstandardsystem immer ein etabliertes, strukturiertes Governance- und Kontrollsystem zur Einhaltung des Standards. Im Englischen hat sich hierfür der Begriff Voluntary Sustainability Standards (VSS) etabliert. Gemäß der Definition der ISEAL Alliance bezeichnet ein solches Standardsystem das Zusammenspiel aller Institutionen und Prozesse, die für die Umsetzung verantwortlich sind. In der Regel besteht ein Standardsystem aus folgenden fünf Elementen:
1. Kriterienkatalog
2. Verifizierungsmechanismus (i. d. R. inkl. sichtbarer Kennzeichnung)
3. Governance-System
4. Capacity Building
5. (Wirkungs-)Monitoring

Von den fünf Kernelementen sind (1) der Kriterienkatalog, (2) der Verifizierungsmechanismus und das (3) Governancesystem in jedem VSS in unterschiedlicher Form wiederzufinden. Das Herzstück eines Standardsystems bildet der Kriterienkatalog, der die entsprechenden Nachhaltigkeitsanforderungen an die Siegelnehmer definiert. Die Elemente (4) Capacity Building und (5) (Wirkungs)Monitoring hingegen sind bisher nicht in jedem VSS-System vorhanden.
Da Verbraucher zunehmend Produkte nachfragen, die erkennbar sozialverträglich und umweltfreundlich hergestellt wurden, steigt die Nachfrage nach VSS. Durch die verstärkte Nutzung von VSS durch Konsumenten, globalen Konzernen, Finanzinstitutionen aber auch staatlichen Akteuren sind VSS zu einem wichtigen (privaten) Governance-Mechanismus in globalen Wertschöpfungsketten geworden.

### Weitere Bezeichnungen für freiwillige Nachhaltigkeitsstandards
Neben dem Begriff Nachhaltigkeitsstandard werden in der Praxis für VSS auch oft Begriffe wie Gütezeichen, Siegel, Umweltzeichen, Label oder Zertifizierung synonym verwendet, obwohl diese im engeren Sinne teils nur spezifische Elemente eines umfassenden Standardsystems sind.
Wichtig für eine Differenzierung dieser Begrifflichkeiten ist die Unterscheidung zwischen VSS, die sich an Endverbraucher richten (business to consumer, B2C) und VSS, die ausschließlich für den Handel zwischen Unternehmen genutzt werden (business to business, B2B). Bei VSS die sich an Endverbraucher richten, wird das Produkt zumeist mit einem sichtbaren Label/Siegel/Gütezeichen ausgezeichnet; dies ist bei B2B Systemen nicht immer der Fall.
In der Fachbranche wird auch oft der Begriff Claims verwendet. Dies bezeichnet Aussagen zu Merkmalen von Produkten oder Prozessen – in diesem Fall zu bestimmten Nachhaltigkeitseigenschaften. Claims können gegenüber Konsumenten verwendet werden (B2C) oder auch nur gegenüber anderen wirtschaftlichen Akteuren in einer Wertschöpfungskette (B2B).
Die Begriffe Siegel / Gütezeichen / Label sind Synonyme. Sie bezeichnen sichtbar gemachte Claims in Logo- oder Textform; wie beispielsweise „bio“, „biologisch abbaubar“, „nachhaltig“, „fair gehandelt“.
In Abgrenzung dazu und formal gesehen geht der Begriff Zertifizierung einen Schritt weiter (wird jedoch häufig ebenfalls gleichgesetzt mit den o.g. Begriffen verwendet) und meint eine auf Basis eines Verifizierungsmechanismus ausgestellte Bestätigung, dass Produkte, Prozesse oder Systeme die umfassenden Anforderungen eines Standards erfüllen.
Diese Unterscheidung ist wichtig, da nicht hinter jedem Claim oder Siegel automatisch ein Standardsystem mit einem Kriterienkatalog, oder einem (unabhängigen) Verifizierungsmechanismus stehen muss. Steht ein Standardsystem hinter einem Claim, so handelt es sich dabei zumeist um eine Zertifizierung (siehe unten). Einige Claims, beispielsweise „Bio“ oder „Öko“ sind rechtlich (durch die EU-Öko-Verordnung) geschützt, so dass ein entsprechendes Standardsystem dahinterstehen muss.
Auch wenn formal gesehen also Unterschiede zwischen den Begriffen bestehen, wird in der Alltagspraxis oft dasselbe gemeint. Welcher Begriff letztlich verwendet wird, richtet sich nach der jeweiligen Zielgruppe:
- in Fachkreisen wird meist von Nachhaltigkeitsstandards, Standards oder VSS gesprochen;
- im Kontext der öffentlichen Beschaffung spricht man – basierend auf Rechtstexten – in der Regel von Gütezeichen;
- in der Konsument*innensprache sind die Bezeichnungen Siegel oder Label üblicher.

### Adressaten
VSS können verschiedene Funktionen für unterschiedliche Akteure im Rahmen von globalen Wertschöpfungsketten einnehmen.

#### Angebotsseite – Händler
Aus Sicht von international und global agierenden Unternehmen können VSS zum einen ein Instrument des Risikomanagements (B2B) in weitverzweigten Wertschöpfungsketten darstellen, um Qualitäts-, Sicherheits-, Sozial- und Umweltpraktiken in der Lieferkette zu gewährleisten. Zum anderen können VSS als Instrument zum Verkauf und Marketing nachhaltiger Produkte genutzt werden und somit eine wichtige Rolle für die Außendarstellung und Vermarktung spielen. Bei der Nutzung von VSS ergeben sich für Handelsunternehmen, insbesondere kleine und mittelständische Unternehmen (KMUs), u. a. Herausforderungen durch eine begrenzte Skalierbarkeit, da eine Zertifizierung in der Regel mit Kosten und Aufwand verbunden ist.

#### Produzentenseite
Für Produzenten und verarbeitende Unternehmen sind VSS u. a. ein Instrument, um den Zugang zu (neuen) Märkten und Preisprämien zu erleichtern. Insbesondere für KMUs mit geringem Bekanntheitsgrad auf dem internationalen Markt stellen VSS ein nützliches Instrument dar, um auf neuen Märkten Vertrauen bei potenziellen Abnehmern zu generieren. Dies gilt sowohl für KMUs auf der Angebots- als auch Produzentenseite. Produzenten sowie Händler können auch firmeneigene Code of Conducts etablieren, die sowohl spezifische Standard- und Prüfsysteme für die eigenen Wertschöpfungsketten beinhalten, als auch Bezug auf existierende VSS anderer Standardhalter nehmen.

#### Verbraucher
Durch sichtbare Logos oder Claims auf Produkten oder für Dienstleistungen schaffen VSS für Konsumenten mehr Transparenz und ermöglichen es, bewusste Kaufentscheidungen zu treffen. Da Verbraucher zunehmend Produkte nachfragen, die erkennbar sozialverträglich und umweltfreundlich hergestellt wurden, steigt die Nachfrage nach VSS.

#### Staatliche Akteure
Durch die gesteigerte Nutzung seitens Konsumenten, globalen Konzernen, und verstärkt auch Finanzinstitutionen sind VSS auch zu einem wichtigen (staatlichen) Governance-Instrument zur Förderung von Nachhaltigkeit in globalen Wertschöpfungsketten geworden, insbesondere dann, wenn (nationale) Gesetzgebungen und verbindliche Marktregeln für Nachhaltigkeitsaspekte nicht greifen. Für staatliche Akteure können VSS ein Instrument für Ko-regulierungen (z. B. Beschränkung des Marktzugangs, dadurch entsteht de facto eine Verpflichtung zur Einhaltung) oder Gegenstand in der Entwicklungszusammenarbeit sein.
Nachhaltigkeitsstandards stellen ein zentrales Instrument zur nachhaltigen Entwicklung und der sozial und ökologisch verträglichen Gestaltung internationaler und nationaler Wertschöpfungsketten dar. Im entwicklungspolitischen Kontext der Agenda 2030 und den Sustainable Development Goals (SDGs) können Nachhaltigkeitsstandards (im weiteren Sinne) und VSS (als Instrument) direkte Beiträge zu SDG 8 „menschenwürdige Arbeit und Wirtschaftswachstum“ sowie SDG 12 „nachhaltige/r Konsum und Produktion“ leisten. Darüber hinaus tangieren Nachhaltigkeitsstandards je nach Ausrichtung weitere SDGs zu den Themen sauberes Wasser, Klimawandel, Umwelt. Darüber hinaus ergeben sich in der Nutzung und Auseinandersetzung von Nachhaltigkeitsstandards im Kontext der Entwicklungszusammenarbeit eine Vielzahl von relevanten Fragestellungen. Insbesondere im Rahmen der politischen und öffentlichen Diskussion zu unternehmerischer Verantwortung stellt sich die Frage, welche Rolle insbesondere VSS im Rahmen von möglichen gesetzlichen Regulierungen oder Initiativen zur Umsetzung von unternehmerischen Sorgfaltspflichten oder im Rahmen von Handels- oder Binnenmarktregulierungen spielen können.

### Unterscheidungsmerkmale verschiedener freiwilliger Nachhaltigkeitsstandards
Die Bandbreite an verschiedenen Arten von VSS ist groß. Je nach Kontext können andere Unterscheidungsmerkmale zutreffend oder aber auch irrelevant sein. Die Typisierungen schließen sich nicht gegenseitig aus, es gibt viele Mischformen und die Grenzen sind fließend.
Folgende Unterscheidungsmerkmale können für VSS herangezogen werden:
Thematischer Fokus: Soziales (hier Übergriff, u. a. Einschließung von menschenrechtlichen Aspekten und Arbeitsnormen), Umwelt, (Qualität, Sicherheit)
Abdeckung: Prozess/Managementaspekte, Produktionsbedingungen, Produkteigenschaften, gesamter Produktlebenszyklus oder einzelne Produktionsstufen, Handelsbedingungen
Anwendungsbereich: Produkt, Produktionsstätte (z. B. Farm, Fabrik), globale Unternehmen (z. B. in Mitgliedsinitiativen)
Reichweite/Region: National, regional, international
Sektor: Sektorspezifisch, sektorübergreifend, lieferkettenspezifisch
Konformitätsprüfung: Selbstauskunft, 2nd oder 3rd-party Audits (siehe auch ISO-Typisierungen), prozesshafte Verbindlichkeit
Ursprung/Systemeigentümer: Öffentlich, Privat, Öffentlich-Privat
Art des Systems: Einzelakteur-System, Multi-Akteur-System
Verbindlichkeit: Rechtlich verpflichtend, de facto zwingend für Wettbewerbsfähigkeit, freiwillig
Zielgruppe: Business to Business (B2B), Business to Consumer (B2C)
Allein die unterschiedlichen Anwendungsbereiche für VSS zeigen die Komplexität des Instruments: VSS können sich auf die Verbesserung von Produktionsbedingungen (z. B. Einhaltung der ILO Kernarbeitsnormen), materielle Eigenschaften eines Endproduktes (z. B. Energieverbrauch von Elektrogeräten), oder Handelsbedingungen beziehen (z. B. Mindestpreise für Rohstoffe als Absicherung gegenüber zu niedrigen Marktpreisen). Einige VSS decken Elemente aus allen Anwendungsbereichen ab. Andere wiederum fokussieren nur auf einzelne Schritte entlang einer Wertschöpfungskette. Viele VSS beziehen sich auch auf interne Managementprozesse in Unternehmen (z. B. betriebliches Umweltmanagement).
Ein wichtiger Punkt ist auch die Frage der Reichweite bzw. Regionalität. In den letzten Jahren werden vermehrt auch in Schwellen- und Entwicklungsländern eigene VSS von lokalen Akteuren entwickelt. Diese sind in der Regel nur in dem jeweiligen nationalen/regionalen Markt bekannt, beziehen sich in der Erstellung des Kriterienkatalogs oder mittels eines Anerkennungsmechanismus jedoch oft auf bereits etablierte, internationale VSS.
Ein zentrales Unterscheidungsmerkmal ist die Art des Systems und die Frage nach dem Systemeigentümer (auch: Standardhalter), der in der Regel auch die Finanzierung und das Management verantwortet. Die Tabelle stellt diese Unterscheidung anhand von Beispielen dar.
| Art des Systems Eigentümer       | Einzelakteur-System | Multi-Akteur-System |
| -------------------------------- | --- | --- |
| Privatwirtschaftlich             | Firmeneigene Standardsysteme, z. B. - Unilever: Sustainable Agriculture Code - Mc Donalds Supplier Workplace Accountability Audit System - REWE: Pro Planet | Standardsysteme von privatwirtschaftl. Konsortien, z. B. - GLOBALG.A.P - BSCI - Responsible Business Alliance (ehem. EICC) - GOTS                                                             |
| Zivilgesellschaftlich            | Standardsysteme von einzelnen zivilgesellschaftl. Akteuren, z. B. - Rainforest Alliance (+UTZ) - Cradle to Cradle Certified                                 | Standardsysteme von zivilgesellschaftl. Bündnissen, z. B. - Fairtrade/Transfair e.V. - Cotton Made in Africa (CmiA) - SAI - Nachhaltiges Unternehmen (DIQP) - Clean Clothes Campaign          |
| Staatlich                        | Standardsysteme von einem staatlichen Akteur, z. B. - Blauer Engel - Grüner Knopf - EU-Bio Label - EU-Eco Label                                             | nicht zutreffend |
| Öffentlich – private Kooperation | nicht zutreffend | Standardsysteme von öffentlich-privaten Bündnissen, z. B. - FSC - Fairwear Foundation - Global Coffee Platform - Roundtable on Sustainable Palm Oil (RSPO) - Ethical Trading Initiative (ETI) |

Die meisten VSS sind nichtstaatliche Systeme. Die in Deutschland bekannteste Ausnahme ist der Blaue Engel. Dieser funktioniert wie ein klassisches VSS, ist aber in staatlicher Hand. Die Prüf- und Vergabestelle ist jedoch an eine gemeinnützige GmbH ausgelagert.
Ein näherer Blick auf die hierüber erwähnte Differenzierung nach Anwendungsbereich des VSS verdeutlicht weitere Unterschiede:
Wird das VSS auf Ebene der einzelnen Produktionsstätte angewendet, spricht man meist von Farm- oder Fabrikzertifizierungen. Die Produktionsstätten werden meist in Form von Audits überprüft, verifiziert und zertifiziert. Für Abnehmer oder zuliefernde Betriebe werden meist keine weiteren Anforderungen festgelegt, d. h. von dem VSS wird kein weiterer Teil der Lieferkette abgedeckt. Ein Beispiel ist hier SA8000.
Bei einer Produktzertifizierung handelt es sich um VSS, die Kriterien für ein bestimmtes Produkt definieren. Bei diesem Produkt kann es sich auch um einen ausgewählten Rohstoff handeln, der später wiederum Teil eines Endproduktes ist. Die Anforderungen, die im Kriterienkatalog definiert werden, können sich auf verschiedene Stufen bzw. Akteure entlang der Wertschöpfungskette beziehen. Insbesondere bei Umweltzeichen können die Anforderungen sich auch auf die Beschaffenheit eines Endproduktes und somit auch auf die Nutzungs- und ggf. End-of-Life Phase beziehen. Die vom VSS definierten Anforderungen werden normalerweise durch Audits bzw. (Labor-)Untersuchungen am Endprodukt überprüft. Ein Beispiel für eine Produktzertifizierung ist das Fair-Trade-Siegel.
Eine Mitgliedsinitiative richtet sich i. d. R. verstärkt an internationale Handels- und Markenunternehmen, die sich der Einhaltung eines Verhaltenskodex, meist in Bezug auf die gesamte Lieferkette, verschreiben. Inhalte des Verhaltenskodex sowie darüberhinausgehende Verpflichtungen, bspw. in Bezug auf Offenlegung oder Überprüfung, unterscheiden sich je nach Initiative. Die konkrete Umsetzung der Anforderungen liegt weitestgehend bei den Mitgliedsunternehmen. Die Initiativen einigen sich in der Regel auf (unterschiedlich strenge) Mechanismen, um die Umsetzung des Kodex sicherzustellen. Bei einer Mitgliedsinitiative sollte nur dann von einem VSS gesprochen werden, wenn es für Maßnahmen bzw. Zielerreichung standardisierte Verifizierungsmechanismen gibt. Allein die Mitgliedschaft in einer Initiative, auch wenn diese Mitgliedschaft mit einer Art Siegel oder Claim kommuniziert wird, stellt noch kein vollwertiges Standardsystem im hier definierten Sinne dar. Die in Tabelle 4 unter „Mitgliedsinitiativen“ beispielhaft genannten VSS entsprechen dieser Typisierung.
Multi-Stakeholder-Initiativen (MSI)
Oft mit VSS in Zusammenhang gebracht werden auch sogenannte Multi-Stakeholder-Initiativen (MSI) bzw. Multi-Akteurs-Partnerschaften (MAP), wie bspw. das Bündnis für nachhaltige Textilien, das Forum für nachhaltiges Palmöl, oder das Forum nachhaltiger Kakao.
Diese MSI/MAP sind von den klassischen VSS klar abzugrenzen. Die breiter gefassten MSI/MAP stellen kein eigenständiges Standardsystem (mit Kriterienkatalog und Konformitätsprüfung) dar. Vielmehr sind sie als eine übergeordnete Plattform zu verstehen, mit dem umfassenderen Ziel nachhaltige Praktiken entlang der gesamten Wertschöpfungskette zu etablieren. VSS spielen im Rahmen von MSI/MAP zum einen eine Rolle als (I) spezifische Akteursgruppe, die i. d. R. als Mitglieder vertreten sind. Zum anderen sind VSS in diesem Kontext ein (II) spezifisches Instrument das als Nachweis für die Erfüllung von bestimmten Anforderungen der MSI/MAP genutzt wird oder für die MSI/MAP Orientierungs- und Informationsangebote bereitstellen. So erkennt das Forum für nachhaltiges Palmöl beispielsweise die Zertifizierung des Roundtable on Sustainable Palm Oil (RSPO) an.
Auch hier sind die Grenzen jedoch wieder fließend, da eine Vielzahl von klassischen VSS aus vorherigen, breiter gefassten MSI/MAP entstanden sind. Andererseits verstehen sich immer mehr VSS, auch über die hierüber beschriebenen Mitgliedsinitiativen und aus MSI/MAPs entstandenen VSS hinausgehend, als weiter gefasste Plattformen, die ähnlich einer klassischen MSI/MAP auch Capacity Development und ein Forum für gegenseitiges Lernen und Austausch bieten.

### Funktionsweise von freiwilligen Nachhaltigkeitsstandardsystemen
Die Funktionsweisen von VSS unterscheiden sich je nach Art des Systems stark voneinander. Grundsätzlich jedoch sind die zuvor genannten Kernelemente (1) Kriterienkatalog, (2) Verifizierungsmechanismus (3) Governancesystem, (4) Capacity Building und (5) (Wirkungs)Monitoring entscheidend.
Die verschiedenen Elemente eines VSS greifen idealerweise jeweils an allen relevanten, einzelnen Stufen entlang der Wertschöpfungskette, sofern der Nachhaltigkeits-Claim [SVvG1] des VSS sich auf die komplette Wertschöpfungskette bezieht. Aufgrund der Komplexität vieler Wertschöpfungsketten ist dies für einzelne VSS oft nicht der Fall. Welche Stufen von einem VSS abgedeckt werden, variiert jedoch in der Praxis stark (vgl. Abschnitt zu Unterscheidungsmerkmalen) – es gibt VSS die sich rein auf die Primärproduktion beziehen. Auch in diesem Fall muss der letztendliche Claim aber entlang der Wertschöpfungskette mittels einer Chain of Custody zurückverfolgt werden können. Im Folgenden werden die einzelnen Elemente näher erläutert.

### Funktionsweise freiwilliger Nachhaltigkeitsstandards

#### Kriterienkatalog und Standardsetzung
Im Prozess der Standardsetzung werden die Anforderungen und Anwendungsbereiche des Standards festgelegt und in einem Kriterienkatalog festgehalten. Für den Prozess der Standardsetzung sind in verschiedenen Konventionen und Gesetzen (u. a. ISO-Normen, WTO-Vereinbarungen, EU-Verordnung) bereits Anforderungen gestellt und vorgeschrieben. Ebenso hat der Dachverband ISEAL einen entsprechenden Code of Conduct für den Prozess der Standardsetzung erstellt, der weithin anerkannt ist. Zentrale Frage lauten hier:
- Was sind die sozialen, ökologischen und wirtschaftlichen Anforderungen? An wen werden diese Anforderungen gestellt?
- Wie anspruchsvoll und wesentlich sind die Kriterien? Welche Bezüge zu (internationalen) Konventionen oder Gesetzen bestehen?
- Wer nimmt am Prozess der Standardsetzung teil? Wir transparent wurden die relevanten Stakeholder- und Interessensgruppen in den Prozess eingebunden?

VSS unterscheiden sich in diesem Bereich v. a. dahingehend, welche Art von Stakeholdern und wie transparent verschiedene Stakeholder eingebunden sind. Eine weitere Unterscheidung besteht darin, wie anspruchsvoll und detailliert die im Kriterienkatalog definierten Anforderungen sind. Grundsätzlich sollte der inhaltliche Anspruch eines VSS jedoch immer einen eindeutigen Mehrwert zu konventionellen, nach gesetzlichen Vorgaben produzierten Waren darstellen.

#### Verifizierungsmechanismus
Die Gesamtheit der Anforderungen an das Umsetzungs- und Kontrollsystem werden als Verifizierungsmechanismus (engl.: Assurance) bezeichnet.
ISEAL legt in seinem Code „Assuring Compliance with Social and Environmental Standards“ zahlreiche Anforderungen für den Verifizierungsmechanismus fest. Diese beziehen sich auf verschiedene ISO-Normen, in denen auch Begriffsdefinitionen zu finden sind. ISEAL übernimmt aus DIN EN ISO/IEC 17000 beispielsweise die Definition der Konformitätsbewertung für Assurance: „demonstration that specified requirements relating to a product, process, system, person or body are fulfilled“, also einen Nachweis der Erfüllung bestimmter Anforderungen an ein Produkt, einen Prozess, ein System, eine Person oder eine Stelle.
Zentrale Fragen, die ein Verifizierungsmechanismus beantworten muss:
- Wie werden die Anforderungen aus dem Kriterienkatalog kontrolliert: Planung, Art und Häufigkeit der Konformitätsprüfung?
- Welche Anforderungen müssen Zertifizierungs- und Auditierungsstellen erfüllen und wie werden sie geprüft (z. B. über Akkreditierung)?
- Wird auf Basis der Zertifizierung ein sichtbares Label/Siegel vergeben?

Dem internationalen ISEAL Code of Good Practice für den Verifizierungsmechanismus („Assurance Code“) nach, sind folgende Aspekte zentral für ein glaubwürdiges VSS:
- Konsistenz
- Stringenz
- Kompetenz
- Unparteilichkeit
- Transparenz
- Zugänglichkeit.

Ein glaubwürdiger Verifizierungsmechanismus involviert grundsätzlich verschiedene (unabhängige) Institutionen und entspricht anerkannten Normen (z. B. ISO/IEC Guides 62/65/66). Der Weg über eine unabhängige Akkreditierungsstelle entspricht hierbei der höchsten Glaubwürdigkeit.

#### Governance System
Das Governance-System beinhaltet die Steuerungs- und Finanzierungsstrukturen eines Systems. Zentrale Fragen, die sich für ein Governance-System stellen, sind u. a.:
- Wer steht hinter dem Standardsystem? Wer ist Systemeigentümer/Standardhalter? Ist eine gewisse Neutralität dieses Akteurs gegeben?
- Welche verschiedenen Steuerungsgremien und Organisationseinheiten gibt es?
- Wer sind die Mitglieder der jeweiligen Organisationseinheiten und wem gegenüber sind sie rechenschaftspflichtig? Was sind ihre Verantwortlichkeiten und Befugnisse?
- Wie setzt sich ein Steuerungsgremium o.ä. Governance Entscheidungsgremien zusammen? Wie werden Entscheidungen getroffen? Wie transparent sind diese Entscheidungen?
- Wie finanziert sich das System?
- Wer sind die Zertifikatsnehmer?

Es gibt viele verschiedene Governance-Modelle, die je nach Zielsetzung und Mitgliederstruktur des Standardsystems anders angelegt werden. In Deutschland stellt §34 Abs. 2 VgV beispielsweise einige allgemeine Anforderungen an das Governance-System eines VSS, aus welchen sich wiederum konkrete Anforderungen für die Bewertung der Glaubwürdigkeit ableiten lassen. Auch ISEAL hat entsprechende Anforderungen an die Glaubwürdigkeit eines VSS formuliert (siehe Abschnitt zu Glaubwürdigkeitskriterien eines VSS), ebenso wurden im Rahmen von Siegelklarheit durch die Bundesregierung entsprechende Mindestkriterien für die Glaubwürdigkeit eines VSS definiert.

#### Capacity Building
Viele VSS beschäftigen sich auch mit Angeboten für Capacity Building Maßnahmen (im Deutschen auch: Hilfe zur Selbsthilfe) zur Nutzung oder Implementierung ihres VSS für Produzenten, Betreiber oder Unternehmen. Dies reicht von sehr konkreten Schulungen für Kleinbauern zu spezifischen Kriterien oder Zertifizierungsmechanismen bis hin zu allgemeinen Informationsangeboten für Akteure einer gesamten Wertschöpfungskette. Trainingsmaßnahmen können auch für spezifische Akteure innerhalb des Standardsystems (wie z. B. Auditoren) angeboten werden.
Grundsätzlich stellen sich hier folgende Fragen:
- Verfügt das Standardsystem über Capacity Building Angebote für verschiedene Nutzergruppen?
- Sind diese mit Blick auf Inhalt, Kosten und Aufwand auf die jeweiligen Nutzergruppen zugeschnitten?
- Bietet ein VSS über Capacity Building hinaus noch Möglichkeiten zur Finanzierung?

#### (Wirkungs-)Monitoring
Ein VSS sollte über ein internes Monitoring- und Evaluierungssystem zur Wirkungsmessung und zur Verbesserung und Weiterentwicklung des Systems verfügen. Zentrale Aspekte sind:
- Hat das Standardsystem einen Effekt hinsichtlich der statuierten sozialen, ökologischen und wirtschaftlichen Ziele?
- Besteht ein systematisches Überwachungs- und Evaluationssystem zur Wirkung?
- Gibt es einen Feedback-Mechanismus zur Verbesserung und stetigen Weiterentwicklung des Systems?

Gerade das Qualitätsmerkmal ‚Wirkungsmonitoring‘ ist entwicklungspolitisch sehr relevant. Der international anerkannte ISEAL Impacts Code bietet eine detailliertere Orientierung hierzu.

### Glaubwürdigkeitskriterien eines freiwilligen Nachhaltigkeitsstandards
Laut den mittlerweile weitreichend international anerkannten „Credibility Principles“ von ISEAL für Standardsysteme sind folgende Prinzipien zentrale Qualitätsmerkmale für ein glaubwürdiges und effektives Standardsystem:
1. Nachhaltigkeit: ein VSS definiert und kommuniziert klar seine Nachhaltigkeitsziele und wie diese erreicht werden sollen.
2. Verbesserung: Standardhalter setzen sich mit ihren Wirkungen auseinander, messen den Fortschritt und haben Mechanismen für stetige Verbesserungen und Innovationen.
3. Relevanz: der Kriterienkatalog muss relevant für die jeweiligen Produkte, Prozesse, Unternehmen und Leistungen sein. Er entspricht den neuesten wissenschaftlichen Erkenntnissen und ist an lokale Gegebenheiten angepasst.
4. Strenge/Rigorosität: Alle Elemente eines Standardsystems sind darauf ausgerichtet bestmögliche Ergebnisse zu garantieren. Der Kriterienkatalog ist in sich anspruchsvoll und messbar und der Verifizierungsmechanismus transparent und akkurat.
5. Engagement: Standardhalter involvieren alle relevanten Stakeholdergruppen gleichermaßen. Sowohl während der Standardsetzung, als auch während der Verifizierung, Monitoring und Evaluierung.
6. Unparteilichkeit: ein VSS identifiziert und schlichtet mögliche Interessenskonflikte transparent, offen und ausgeglichen.
7. Transparenz: relevante Informationen sind frei zugänglich und Entscheidungsmechanismen sind transparent.
8. Zugänglichkeit: um Barrieren zu vermeiden minimieren VSS die Kosten und ungerechtfertigte Anforderungen. Sie fördern Capacity Building Maßnahmen für relevante Akteure entlang einer Lieferkette und innerhalb des Standardsystems.
9. Aufrichtigkeit: die Claims und Kommunikationsmaßnahmen des VSS und eines VSS-Nehmers sind verifizierbar und nicht irreführend.
10. Effizienz: VSS greifen, wenn sinnvoll auf andere Standardsysteme zurück und kooperieren. Sie arbeiten mit einem effizienten Geschäfts- und Governance-System.

Diese 10 Prinzipien werden in der internationalen Debatte, aber auch von staatlichen und zivilgesellschaftlichen Akteuren als richtungsweisend, zum Beispiel für Anerkennungs- und Bewertungssysteme, akzeptiert. Ein positives Indiz, dass eine Standardinitiative viele der Qualitätskriterien abdeckt, ist eine Mitgliedschaft bei der ISEAL Alliance, dem Dachverband von Standardinitiativen. ISEAL entwickelt „Codes of Good Practice“ für die globale Standardszene. ISEAL-Mitglieder verpflichten sich zur Einhaltung und Umsetzung dieser Codes.
In einer Studie von Marx (2014) wurden 426 VSS auf Basis der Daten aus dem Ecolabel Index verglichen. Dabei wurde folgende vorherrschende Abstufung in der Qualität von verschiedenen VSS identifiziert:
- die meisten VSS haben einen offenen und konsensbasierten Prozess zur Standardsetzung
  - einige VSS haben zudem eine glaubwürdige Konformitätsprüfung von unabhängigen Dritten
    - wenige weitere VSS haben zudem noch relevante Ex-Post Verifizierungstools, die über Audits hinausgehen, wie z. B. einen dauerhaften Beschwerdemechanismus.

Diese Abstufungen zeigen nochmals deutlich wie unterschiedlich VSS in ihrer Funktionsweise und in ihren Qualitätsansprüchen sind. Eine weitere detaillierte ökonometrische Analyse von unterschiedlichen VSS Designs wurde in der Publikation „Social and Environmental Standards – Contribution to more sustainable value chains“ mittels einer Auswertung der Daten der Standards Map des International Trade Centers (ITC) und dem European University Institute vorgenommen.

### Meta-Standard, Dachlabel und Anerkennungssysteme
Der Begriff Meta-Standard wird wie der Begriff Nachhaltigkeitsstandard unterschiedlich verwendet, es gibt keine einheitliche Definition. Ein Metastandard wird auch oft als Dachlabel bezeichnet. Folgende Unterscheidung soll die Begrifflichkeiten verdeutlichen: 
Ein Meta-Standard ist der übergeordnete Begriff für ein System, das andere Standardsysteme einordnet, bewertet oder anerkennt. Beispiele für einen Meta-Standard sind Siegelklarheit, ISEAL Code of Good Practice, die ISO-Norm 12024 oder Dachlabels.
Ein Dachlabel ist eine bestimmte Art Meta-Standard, welches andere bestehende (Teil-)Standardsysteme anerkennt und bei dem in der Regel ein zusätzliches Siegel zur Produktkennzeichnung vergeben wird. Ein Dachlabel kann staatlich oder privat vergeben werden. Ein Beispiel für ein privates Dachlabel ist REWE Pro Planet.
Ein Anerkennungssystem beschreibt den Prozess und die Inhalte durch die bestehende Standardsysteme von einem Meta-Standard oder Dachlabel bewertet und für ein bestimmtes Ziel anerkannt werden. Die Anerkennung von Standardsystemen ist also die Feststellung, dass ein Standardsystem als Nachweis für die Einhaltung bestimmter Anforderungen an Produktions- oder Managementprozesse oder Produkteigenschaften genutzt werden darf. So ist es möglich, die Verwendung bestimmter Claims und Siegel (siehe oben) durch ein Anerkennungssystem staatlich zu regulieren und auf bereits bestehende Standardsysteme zurückzugreifen, sollten diese die gesetzten Mindestanforderungen erfüllen. Aber auch Multi-Stakeholder-Initiativen, wie das Bündnis für Nachhaltige Textilien, können über ein Anerkennungssystem VSS als Nachweise für eine Mitgliedschaft regeln.
Neben einer absoluten Anerkennung („pass/fail“) kann aus den gesetzten Mindestanforderungen eines Meta-Standards/Dachlabels auch eine Kategorisierung und Kennzeichnung nach Abstufungen („performance level“) vorgenommen werden, wie dies auf Siegelklarheit praktiziert wird.
Beispiele für Anerkennungssysteme:
Die Mindestkriterien der Bundesregierung für Siegelklarheit, die im Rahmen des durch das BMZ geförderten GIZ-Projekts „Qualitätscheck Nachhaltigkeitsstandards“ formuliert wurden, gelten als Referenzrahmen für die Anerkennung im Bündnis für Nachhaltige Textilien.
Die §34 Abs. 2 Nr. 1–5 Vergabeverordnung (VgV) zur Nachweisführung durch Gütezeichen ist im Grunde ein gesetzliches Anerkennungssystem. Jedoch werden hierbei nur allgemein formulierte Anforderungen an das System von Gütezeichen gestellt, die konkret unterfüttert werden müssen. Die Operationalisierung des §34 Abs. 2 Nr. 2–5 VgV durch den Kompass Nachhaltigkeit bietet hier einen ersten Anhaltspunkt.
Auch die EU-Richtlinie zu erneuerbaren Energien (RED) ist ein Anerkennungssystem. RED erlaubt die Anerkennung privater Zertifizierungssysteme durch die EU-Kommission oder durch die EU-Mitgliedstaaten. Unternehmen, die Biokraftstoffe auf den EU-Binnenmarkt bringen, können über Zertifikate anerkannter Standardsysteme ihre Konformität mit den Nachhaltigkeitsanforderungen der EU-RED nachweisen.
Durch entsprechende Anerkennungsmechanismen kann also zum einen die sehr aufwändige Entwicklung eines eigenen Standardsystems umgangen und zum anderen auch der weithin kritisierten Proliferation von VSS entgegengewirkt werden.

### Herausforderungen
Eine allgemeine Herausforderung für VSS ist die bisher fehlende einheitliche Definition von „grün“ und „nachhaltig“. VSS setzen unterschiedliche Ansprüche und Zielrichtungen für die Vergabe der Zertifikate an. Kriterien können sich von einem zum anderen Standardsystem stark unterscheiden. Viele VSS fokussieren sich außerdem hauptsächlich auf einen der Bereiche Sozialverträglichkeit oder Umweltfreundlichkeit. Umfassende Standards, die alle drei Säulen der Nachhaltigkeit (Soziales, Ökologie und Wirtschaft) berücksichtigen sind eher die Ausnahme als die Regel, somit ist die Klassifizierung von Nachhaltigkeitsstandards sehr breit gefächert und kann zu Verwirrung führen. Auch die Glaubwürdigkeit ist angesichts fehlender gesetzlicher Regulierungen eine Herausforderung, Anhaltspunkte zur Erkennung eines glaubwürdigen VSS bieten die beschriebenen „Credibility Principles“ von ISEAL.
Durch das fehlende einheitliche Verständnis kann mit Nachhaltigkeitszertifizierungen strukturelles Greenwashing sowie Verbrauchertäuschung betrieben werden. Dies ist in der Regel nicht justiziabel und trägt zu fehlender Transparenz für Verbrauchern und Marktakteuren bei. In der Konsequenz kann ein allgemeines Misstrauen gegenüber Nachhaltigkeitsstandards entstehen und die Marktdurchdringung, sowie das entwicklungspolitische Ziel, den Standard von Produktion und Konsum stetig Richtung erhöhter Nachhaltigkeit anzuheben, gehemmt werden. Eine internationale Angleichung der Definitionen könnte sinnvoll sein, um auch über Europa hinaus ein einheitliches Verständnis zu schaffen und den Marktakteuren Orientierung zu geben.
Auf Angebotsseite stellt sich insbesondere für kleine und mittelständische Unternehmen die Herausforderung der Skalierbarkeit, also ab wann ein Nachhaltigkeitsstandard einen ökonomischen Mehrwert schafft, da eine Zertifizierung in der Regel mit Kosten und Aufwand verbunden ist. Übersteigen die Kosten den Nutzen ist es für ein Unternehmen nicht effizient sich zertifizieren zu lassen. Kleinen und jungen Unternehmen stellt sich diese Herausforderung insbesondere, da die Produktionsmengen geringer sind auf die sich die Zertifizierungskosten verteilen können. Außerdem können für Produzenten hohe Zertifizierungskosten, beispielsweise bei Mehrfachzertifizierung, und unzureichender Nachfrage nach zertifizierten Produkten insbesondere beispielsweise im Agrarsektor konkrete Herausforderungen darstellen.